# 不承认主义
不承認主義，又名史汀生主義（英語：Stimson Doctrine），為1931年（民國二十年）日本關東軍與中國東北軍在中國東北爆發九一八事變後，美國國務卿亨利·劉易斯·史汀生於次年一月所宣示的美國官方立場。該主義主張基於「不法行为不产生权利」原則，不承認以武力造成的國際領土變更。1940年，苏联吞并波罗的海三国时，美国副国务卿森纳·威尔士在一份宣言中也曾援引史汀生主義，对苏联的行为不予承认，美国政府的立场一致延续1991年苏联解体。以及2014年俄羅斯干預克里米亞公投與併吞該國時也引用這一原則。

## 滿洲國案
1931年（民國二十年）九一八事變發生後，中國政府遂向國際聯盟提出聲訴，要求制裁日本侵略，同時並照會英、美等國，盼其主持正義，對日本之侵略行動予以勸告或干預。詎國際聯盟未能作有效之制裁，英、法等國亦無積極之反應，惟美國國務卿亨利·劉易斯·史汀生力主門戶開放之對華傳統政策，不欲日本獨佔中國東北。然史汀生氏初亦表現猶豫，尚盼日本能採取緩和政策。
1932年1月3日，日本佔領東北之最後據點錦州，史汀生大失所望，乃決定予以外交上及道德上之抵制。1月7日，史汀生同時向中日兩國政府提出照會，謂：凡違反條約（指九國公約與非戰公約）而訂立之條約與協定，及由此而造成之事實上之局面，損害美國條約上之權利，包括中國之主權獨立或領土與行政完整以及開放門戶政策者，美國政府皆不能承認。此即史汀生之「不承認主義」，亦即時人所謂「史汀生主義」。
史汀生之照會原文華譯如下：「最近錦州方面之軍事行動，業將一九三一年九月十八日以前中華民國政府在南滿最後存留之行政權威，破壞無疑。美國政府仍深信國聯會行政院近日所派之中立調查團，必能使中日兩國間現時困難，終得解決。但美國政府鑒於目前情勢，及其自身之權利與義務，認為有對於中日兩國政府作下列通知之義務：即美國政府不能承認任何事實上之情勢為合法；凡中日兩國政府或其代表所訂立之任何條約或協定，足以損及美國或其人民在華條約上之權利，或損及中國主權獨立或領土及行政之完整，或違反國際上關於中國之政策即通常所謂門戶開放政策者，美國政府均無意承認。又凡以違反一九二八年八月二十七日中、日、美三國均為締約國之巴黎公約之方法，而造成之情勢或締結之條約或協定，美國政府亦無意承認。」
史汀生發表此一「不承認主義」之照會之前，曾以照會稿面示英、法駐美大使，希望兩國一致主張。但英、法兩國，並未如史汀生所預料者表示支持，其他各國之反應，亦不如理想。故史汀生之照會，實難對日本產生外交上有效之壓力。然美國為新興之強國，史汀生之立場又洽合國際正義與道德原則，此一照會發表後，實已引起全世界之注意，對國際聯盟實亦發生相當之影響，於中國民心士氣更形成一種安慰與鼓舞力量。中國政府對史汀生照會，曾作如下之答覆：「貴國政府對於本案不承認任何事實上之情勢為合法一節，查中國政府對於一九三一年九月十八日以後，日軍種種侵略及一切非法行為，業已迭向日本政府提出嚴重抗議，並向國際聲明概不承認在案。至來照所稱之條約或協定，余敬聲明：中國政府本主權獨立及領士行政完整之原則，絕無訂立此項條約或協定之意。」

## 評價
過去國際法的慣例是只要本國的實質利益沒有受到損害，本國對於他國違反多邊條約保持沈默。不承認主義打破了這種慣例。然而簽約國如果不採取更有效的行動迫使違約國放棄其違法行動，「不承認」只不過是一味姑息而已。